# Васильев, Хрисанф Константинович
Хрисанф Константинович Васильев — архитектор Бакинского железнодорожного вокзала и Театр Тагиева, построенных в Баку.

## Биография
С 1872 по 1884 год Хрисанф Васильев изучал архитектуру в Российской академии художеств. В начале 1880-х годов он служил архитектором на участке Баку-Тифлис Закавказской железной дороги. В период своей деятельности в Баку он был архитектором здания Бакинского вокзала, здания Театра Тагиева и летнего здания Бакинского общественного собрания.
В 1882 году по эскизу Васильева известный русский ювелир Сазиков изготовил серебряную тарелку и солонку для подачи соленого хлеба во время коронации императора Александра III и императрицы Марии Федоровны в 1882 году.
В 1883 году, через 2 года после смерти Ф. М. Достоевского, на его могиле был установлен памятник по проекту архитектора Хрисанфа Васильева и скульптора Н. Лаверецкого.
В 1882 году он участвовал в объявленном Одесской городской думой конкурсе на устройство в Одессе фонтана с бюстом А. С. Пушкина. И его проект выигрывает конкурс. В итоге по его проекту в Одессе установили фонтан с бюстом Пушкина. В 1899 году он был архитектором памятника Александру Пушкину, установленного в саду Александровского лицея.
В начале XX века он построил храмы в Алупке, Перекопе, Гурзуфе и Янчокраке.